# Магуайр, Элеонор
Элеонор Энн Магуайр (ирл. Eleanor Anne Maguire; 27 марта 1970, Дублин — 4 января 2025) — ирландский специалист по нейронаукам, занимающаяся вопросами человеческой памяти. Профессор когнитивной нейронауки Лондонского университета (Университетского колледжа Лондона) и исследовательский фелло Wellcome Trust (Wellcome Trust Principal Research Fellow), заместитель директора Wellcome Trust Centre for Neuroimaging. Член АМН Великобритании (2011) и Лондонского королевского общества (2016), а также почётный член Ирландской королевской академии (2018).
Окончила Университетский колледж Дублина (1990) с отличием со степенью бакалавра и Университет в Суонси в Уэльсе (1991) со степенью магистра. Степень доктора философии получила в 1994 году в Университетском колледже Дублина. С 1995 года — в Университетском колледже Лондона, где с 2007 года профессор когнитивной нейронауки.
Почётный член кафедры нейропсихологии National Hospital for Neurology and Neurosurgery.
Лауреат Шнобелевской премии 2003 года по медицине — за исследование мозга водителей такси, показавшее, что у лиц этой профессии гиппокамп развит лучше, чем у среднего человека, а у лондонских таксистов — лучше, чем у их коллег из других городов.
Магуайр умерла 4 января 2025 года от рака в возрасте 54 лет.
Отличия и награды
- 2004 — Young Investigator Award, Cognitive Neuroscience Society[англ.]
- 2008 — Rosalind Franklin Award[англ.] Лондонского королевского общества
- 2011 — Премия Feldberg Foundation[англ.]
- 2012 — Kemali Prize[6]
- 2013 — Joan Mott Prize Lecture, Physiological Society[англ.] Великобритании